# Mathias Glomnes
Mathias Glomnes (ur. 2 lutego 1869 w Strynie, zm. 5 czerwca 1956 tamże) – norweski strzelec, olimpijczyk.
Dwukrotny uczestnik igrzysk olimpijskich (IO 1908, IO 1912). Wystąpił łącznie w pięciu konkurencjach. Indywidualnie najwyższą pozycję zajął w 1912 roku w karabinie wojskowym w trzech postawach z 300 m (35. miejsce wśród 91 strzelców). W drużynowych zawodach zajął dwukrotnie 6. miejsce w karabinie wojskowym.
Pierwszy nauczyciel pracujący w miejscowości Stryn. Przeniósł się później do Kristianii, gdzie był sekretarzem Krajowej Rady Strzelectwa (Landsskyttarstyret) i hurtownikiem. Jego żoną była o rok młodsza Samuline (z domu Strede).

## Wyniki

### Igrzyska olimpijskie
| Igrzyska       | Konkurencja                           | Wynik                                               | Miejsce | Źródło |
| -------------- | ------------------------------------- | --------------------------------------------------- | ------- | ------ |
| Londyn 1908    | Karabin dowolny, 1000 jardów          | 26 pkt.                                             | 47      | [ 7 ]  |
| Londyn 1908    | Karabin dowolny, trzy postawy, 300 m  | 563 pkt.                                            | 47      | [ 8 ]  |
| Londyn 1908    | Karabin wojskowy, drużynowo           | 2192 pkt. (druż.) 352 pkt. ind. (69–58–63–59–52–51) | 6       | [ 2 ]  |
| Sztokholm 1912 | Karabin wojskowy, trzy postawy, 300 m | 82 pkt. (47–35)                                     | 35      | [ 1 ]  |
| Sztokholm 1912 | Karabin wojskowy, drużynowo           | 1473 pkt. (druż.) 229 pkt. ind. (66–58–48–57)       | 6       | [ 3 ]  |